# Ya-wang
Ya-wang (야왕?, 野王?; lett. "Il re delle bestie"), anche nota con il titolo internazionale King of Ambition, è una serie televisiva sudcoreana trasmessa su SBS TV dal 14 gennaio al 2 aprile 2013. È basata sul manhwa Daemul di Park In-kwon, da cui era stata tratta anche un'altra serie televisiva nel 2010 sempre con protagonista Kwon Sang-woo.
La serie è stata un successo tra il pubblico, con l'episodio finale che ha registrato uno share nazionale del 25,8%, il più alto fino a quel momento per una fiction di metà settimana, tuttavia è stata criticata per il finale, ritenuto assurdo e inconcludente. Si è aggiudicata il Gran premio nella categoria "cultura popolare" ai Korea Hallyu Award e il Premio all'eccellenza per un drama della hallyu ai Seoul International Drama Award.

## Trama
Ha Ryu e Joo Da-hae sono cresciuti insieme in orfanotrofio, ma si sono dovuti separare quando Da-hae è stata adottata. Dieci anni dopo, quando si incontrano di nuovo, Ryu giura di fare qualunque cosa per renderla felice e non doverla più lasciare, lavorando giorno e notte per pagarle la retta di un'università straniera. Quando però si rende conto che Da-hae è cambiata e non è più la ragazza innocente e affascinante di un tempo, ma una donna ambiziosa disposta a tradirlo pur di diventare First lady della Corea del Sud, Ryu decide di vendicarsi.

## Personaggi e interpreti
- Ha Ryu, interpretato da Kwon Sang-woo
- Joo Da-hae, interpretata da Soo Ae
- Baek Do-hoon, interpretato da Jung Yun-ho
- Baek Do-kyung, interpretata da Kim Sung-ryung
- Seok Soo-jung, interpretata da Go Joon-hee